# Wurmlohpass
Der Wurmlohpass ist eine Einsattelung zwischen den Bergstöcken Kösseine und Hohe Matze im Fichtelgebirge (Nordostbayern). Auf 652 m ü. NHN verläuft über den Pass in Nord-Süd-Richtung die Staatsstraße St 2665 von Kemnath und Brand (Oberpfalz) zur Kreisstadt Wunsiedel im Landkreis Wunsiedel im Fichtelgebirge.

## Name
Der Pass ist nach dem Ort Wurmloh benannt, der am Pass durchfahren wird und zur Gemeinde Nagel gehört.

## Hydrologie
Durch den Wurmlohpass verläuft von Ost nach West die Europäische Hauptwasserscheide zwischen Schwarzem Meer und Nordsee. Die Bachläufe südlich des Scheitelpunktes fließen über Gregnitz, Naab und Donau zum Schwarzen Meer, die Bachläufe nördlich über Röslau, Eger und Elbe zur Nordsee.

## Tourismus
Auf der Europäischen Hauptwasserscheide verläuft im Abschnitt Kösseine-Hohe Matze der vom Fichtelgebirgsverein markierte Hauptwanderweg Höhenweg.